# Чемпіонат світу з тріатлону 2003
П'ятнадцятий чемпіонат світу з тріатлону (англ. 2003 Queenstown ITU Triathlon World Championships) пройшов у новозеландському місті Квінстаун 6-7 грудня 2003 року. Переможцями стали австралійці Емма Сноусілл і Пітер Робертсон. Також пройшли чемпіонати серед молоді і юніорів.

## Результати

### Чоловіки
| Місце | Тріатлоніст      | Країна        | Плавання | Велосипед | Біг      | Сума     |
| ----- | ---------------- | ------------- | -------- | --------- | -------- | -------- |
| 1     | Пітер Робертсон  | Австралія     | 00:17:56 | 01:02:34  | 00:33:44 | 01:54:13 |
| 2     | Іван Ранья       | Іспанія       | 00:17:47 | 01:04:42  | 00:32:08 | 01:54:37 |
| 3     | Олів'є Марсо     | Швейцарія     | 00:18:22 | 01:02:12  | 00:34:19 | 01:54:52 |
| 4     | Бівен Докерті    | Нова Зеландія | 00:17:56 | 01:04:32  | 00:32:38 | 01:55:06 |
| 5     | Гаміш Картер     | Нова Зеландія | 00:17:46 | 01:04:42  | 00:32:49 | 01:55:16 |
| 6     | Крейг Вотсон     | Нова Зеландія | 00:17:59 | 01:04:37  | 00:33:04 | 01:55:39 |
| 7     | Свен Рідерер     | Швейцарія     | 00:17:55 | 01:04:34  | 00:33:12 | 01:55:39 |
| 8     | Фредерік Белобре | Франція       | 00:17:51 | 01:04:42  | 00:33:07 | 01:55:39 |
| 9     | Кортні Аткінсон  | Австралія     | 00:17:43 | 01:04:49  | 00:33:19 | 01:55:51 |
| 10    | Брайс Квірк      | Австралія     | 00:17:48 | 01:04:43  | 00:33:47 | 01:56:17 |

### Жінки
| Місце | Тріатлоністка     | Країна          | Плавання  | Велосипед | Біг      | Сума     |
| ----- | ----------------- | --------------- | --------- | --------- | -------- | -------- |
| 1     | Емма Сноусілл     | Австралія       | 00:19:19  | 01:11:19  | 00:36:01 | 02:06:40 |
| 2     | Лора Беннетт      | США             | 00:19:12  | 01:11:20  | 00:37:32 | 02:08:03 |
| 3     | Мішель Джонс      | Австралія       | 00:19:27  | 01:11:11  | 00:37:27 | 02:08:05 |
| 4     | Барбара Ліндквіст | США             | 00:18:24  | 01:12:09  | 00:37:37 | 02:08:08 |
| 5     | Жоель Францманн   | Німеччина       | 00:19:17  | 01:11:19  | 00:38:05 | 02:08:40 |
| 6     | Андреа Вайткомб   | Велика Британія | 00:20:11  | 01:12:11  | 00:36:58 | 02:09:17 |
| 7     | Надія Кортасса    | Італія          | 00:20:14  | 01:12:06  | 00:37:06 | 02:09:26 |
| 8     | Ана Бургос        | Іспанія         | 00:20:18  | 01:12:03  | 00:37:12 | 02:09:35 |
| 9     | Маріана Оата      | Бразилія        | 00:20:03  | 01:12:14  | 00:37:30 | 02:09:47 |
| 10    | Наташа Фільйол    | Канада          | 0ол:20:51 | 01:11:22  | 00:37:40 | 02:09:54 |

## Молодіжний чемпіонат
Юнаки:
| Місце | Тріатлоніст   | Країна    | Плавання | Велосипед | Біг      | Сума     |
| ----- | ------------- | --------- | -------- | --------- | -------- | -------- |
| 1     | Хав'єр Гомес  | Іспанія   | 00:18:38 | 01:06:56  | 00:33:32 | 01:59:06 |
| 2     | Нік Горнман   | Австралія | 00:18:48 | 01:06:38  | 00:34:07 | 01:59:33 |
| 3     | Штеффен Юстус | Німеччина | 00:18:36 | 01:06:49  | 00:34:15 | 01:59:40 |
|       |               |           |          |           |          |          |
| 33    | Сергій Дрозд  | Україна   | 00:18:37 | 01:11:09  | 00:39:22 | 02:09:08 |

Дівчата:
| Місце | Тріатлоністка   | Країна    | Плавання | Велосипед | Біг      | Сума     |
| ----- | --------------- | --------- | -------- | --------- | -------- | -------- |
| 1     | Ніккі Егед      | Австралія | 00:20:26 | 01:12:07  | 00:38:34 | 02:11:06 |
| 2     | Мірінда Карфрі  | Австралія | 00:20:43 | 01:12:54  | 00:38:16 | 02:11:53 |
| 3     | Сурінє Родрігес | Іспанія   | 00:20:31 | 01:13:52  | 00:38:09 | 02:12:32 |

## Юніорський чемпіонат
Юнаки:
| Місце | Тріатлоніст        | Країна        | Плавання | Велосипед | Біг      | Сума     |
| ----- | ------------------ | ------------- | -------- | --------- | -------- | -------- |
| 1     | Теренцо Боццоне    | Нова Зеландія | 00:09:21 | 00:34:50  | 00:17:23 | 01:01:35 |
| 2     | Давид Осс          | Франція       | 00:09:31 | 00:34:48  | 00:17:21 | 01:01:39 |
| 3     | Валентин Мещеряков | Росія         | 00:09:17 | 00:35:05  | 00:17:18 | 01:01:41 |

Дівчата:
| Місце | Тріатлоністка     | Країна     | Плавання | Велосипед | Біг      | Сума     |
| ----- | ----------------- | ---------- | -------- | --------- | -------- | -------- |
| 1     | Фелісіті Абрам    | Австралія  | 00:10:18 | 00:38:01  | 00:18:30 | 01:06:49 |
| 2     | Максін Ші         | Австралія  | 00:09:44 | 00:38:37  | 00:18:44 | 01:07:05 |
| 3     | Ванесса Фернандеш | Португалія | 00:09:45 | 00:38:09  | 00:19:30 | 01:07:24 |